# インサイド (2016年のビバス監督の映画)
『インサイド』（lnside）は、2016年のスペイン・アメリカ合衆国のサスペンススリラー映画である。2007年のフランス映画『屋敷女』のリメイク作品。監督はミゲル・エンジェル・ビバス。脚本はジャウマ・バラゲロで、主演はレイチェル・ニコルズが務めた。

## ストーリー
ある日、サラ（レイチェル・ニコルズ）は妊娠中に交通事故に遭い、夫は死亡し、サラは聴覚を失ってしまう。そしてクリスマス・イヴの日、彼女はクリスマスの日に彼女の子供を出産するため、準備をするが、その夜、侵入者の女（ローラ・ハリング）は、赤ちゃんを奪うのを目的にサラを追い詰めていく。

## 公開
2016年10月7日に シッチェス・カタロニア国際映画祭で公開された。2017年7月28日にはスペインで公開。さらに2018年1月12日にアメリカ合衆国で一部の劇場およびインターネット配信で公開される。
日本でも 2018年7月13日にR15+指定として公開される。